# Тоэй
Тоэй (яп. 東栄町 То:эй-тё:) — посёлок в Японии, находящийся в уезде Китаситара префектуры Айти. Площадь посёлка составляет 123,40 км², население — 3441 человек (1 июня 2014), плотность населения — 27,88 чел./км².

## Географическое положение
Посёлок расположен на острове Хонсю в префектуре Айти региона Тюбу. С ним граничат города Синсиро, Хамамацу, посёлок Ситара и село Тоёне.

## Население
Население посёлка составляет 3441 человек (1 июня 2014), а плотность — 27,88 чел./км². Изменение численности населения с 1980 по 2005 годы:
| 1980 | 6236 чел. |  |
| 1985 | 5898 чел. |  |
| 1990 | 5441 чел. |  |
| 1995 | 5124 чел. |  |
| 2000 | 4717 чел. |  |
| 2005 | 4347 чел. |  |

## Символика
Деревом посёлка считается криптомерия, цветком — Lilium auratum, птицей — Cettia diphone.